# Goat Peak (Washington)
Der Goat Peak ist ein 7.001 ft (2.134 m) hoher Berg der North Cascades im US-Bundesstaat Washington. Der Gipfel bietet weite Sicht sowohl in das Methow River Valley als auch auf viele andere herausragende Kaskadengipfel wie den Silver Star Mountain. Ein in Betrieb befindlicher Feuerwachtturm des United States Forest Service ist auf dem Gipfel installiert. Der Einstiegspunkt für einen Wanderweg zum Goat Peak ist von der Forest Road 52 aus zugänglich, 1 mi (1,6 km) südöstlich von Mazama gelegen; er beginnt bei 5.600 ft (1.707 m) Höhe.
Der hier beschriebene Gipfel ist einer von drei gleichnamigen in Washington.